# Каковский, Александр
Александр Францевич Како́вский (пол. Aleksander Kakowski; 5 февраля 1862, Дебине, Российская империя — 30 декабря 1938, Варшава, Польша) — польский кардинал. Архиепископ Варшавы с 7 мая 1913 по 30 декабря 1938 года. Кардинал-священник с 15 декабря 1919, с титулом церкви Сант-Агостино с 18 декабря 1919.
Выпускник и с 1910 по 1913 год — ректор Императорской Римско-католической духовной академии в Санкт-Петербурге.
В 1917—1918 гг. — один из 3 членов Регентского совета Королевства Польского.

## Молодость
Александр Францевич Каковский родился 5 февраля 1862 года в Дембинах, расположенных под Пшаснышом, в семье Францишека Каковского и Паулины Оссовской. В священники он был рукоположен 30 мая 1886 года в Варшаве кардиналом Винцентием Хощаком-Попелем. Следующий год он посвятил педагогической деятельности. Каковский стал одним из профессоров Варшавской духовной семинарии. В 1910 году он возглавил Санкт-Петербургскую римско-католическую духовную академию и 22 июля 1913 года был рукоположен в сан епископа Станиславом Здзитовецким. Архиепископом Варшавы он был назначен 14 сентября 1913 года, получив этот титул в соборе Святого Иоанна, и стал также титулярным примасом Королевства Польского.

## Первая мировая война и Регентский совет
В период Первой мировой войны Каковский оставался в Варшаве, а в 1917 году ему была поручена роль члена Регентского совета. Этот совет был полуавтономным временным органом власти в Царстве Польском, воссозданном Центральными державами в рамках их стратегии Миттельевропы. Каковский был одним из трех членов этого органа, замещающего временного главу государства, что объясняет присутствие слова "регентство" в названии этого органа.

## Отношения с Римом
28 ноября 1919 года он осуществил церемонию посвящения Акилле Ратти, папского нунция в Польше, позднее ставшего Папой Пием XI. Затем, 15 декабря, Каковский сам был провозглашен кардиналом. В период своей архиепископской деятельности в Варшаве он активно содействовал формированию влиятельной католической прессы. Он являлся одним из созидателей успешной газеты "Rycerz Niepokalanej", пользовавшейся большой популярностью в Польше до Первой мировой войны. Каковский также заслужил признание за учреждение теологического факультета в Варшавском университете и создание движения "Католическое действие". За свой вклад в освобождение Польши от иностранной оккупации, в 1925 году он был награждён высшей польской наградой — орденом Белого Орла; в июле 1938 года он также временно возглавил отделение этого ордена. В 1930 году ему было присвоено звание "пристава чести и преданности" (пол. - Baliw Wielkiego Krzyża Honoru i Dewocji) ордена Святого Иоанна Иерусалимского. Его преемник, Август Хлонд, после Второй мировой войны восстановил титул примаса Польши, однако Каковский продолжал носить титул примаса Королевства Польского до своей кончины 30 декабря 1938 года.